# Evangelický hřbitov v Dobrovízi
Evangelický hřbitov v Dobrovízi byl založen roku 1781 jako tolerační (evangelický). Nachází se v jižní části katastru obce ve směru na Jeneč.
Byli zde pohřbíváni lidé z okolí Dobrovíze. Hřbitov již není využíván a pomalu chátrá. Na hřbitově se nachází přibližně 10 náhrobků a hřbitovní kříž datovaný roku 1862.